# 准拿督
准拿督是一個常見於馬來西亞的非正式稱號，也是在官方上不存在的虛構頭銜，一般是對第三等（巴杜卡級）勳章、第四等（成員級）勳章或熱心公益獎章（PJK）佩戴者的稱謂。「准」常見的解釋是「在程度上虽不足够，但仍可當作同類事物對待」，並非表示有關佩戴者「即將成為拿督」。

## 另見
- 拿督
- False titles of nobility